# 奥列格·塔巴科夫
奥列格·帕夫洛维奇·塔巴科夫（羅馬化：Oleg Pavlovich Tabakov；1935年8月17日—2018年3月12日），俄罗斯演员，莫斯科契诃夫艺术剧院艺术总监。

## 家庭
1935年生于薩拉托夫的一个医生家庭。他的曾祖父伊万·乌丁是農奴出身，为塔巴科夫家服务。祖父为萨拉托夫的一个锁匠，自己盖了房子，并娶了当地平民。奥列格的父亲是医生，在萨拉托夫流行病学和微生物学研究所工作。
外祖父是波兰贵族，在波多利亞省拥有土地，并与当地村民结婚。奥列格的母亲是影像诊断学医师，之前结过一次婚，前夫为苏联高级情报人员，在执行任务时遇害。
在苏德战争期间，奥列格的父亲自愿前往一线战场，为伤员提供医疗服务，奥列格则和母亲一起被疏散到乌拉尔。战争结束后，父母分居。

## 生涯
1957年毕业于莫斯科契诃夫艺术剧院，参加了许多戏剧演出。1971年至1976年还负责《现代人》杂志的出版。从2000年起奥列格·塔巴科夫担任莫斯科契诃夫艺术剧院的艺术总监，并且从2004年起担任剧院的经理。

## 政治参与
在2012年俄罗斯总统选举期间，他被列为普京的竞选代理人，有权“开展有益候选人的宣传活动，包括参加辩论”。
2014年3月在信件签名，支持普京关于俄罗斯军事干预乌克兰的立场。
2017年11月底住院，2018年3月12日去世。

## 主要出演作品
| 首映年份  | 原文片名                   | 译名                 | 饰演角色          | 类型       |
| --------- | -------------------------- | -------------------- | ----------------- | ---------- |
| 1966-67年 | Война и мир                | 《战争与和平》系列   | 尼古拉·罗斯托夫   | 电影       |
| 1973年    | Семнадцать мгновений весны | 《春天的十七个瞬间》 | 瓦尔特·施伦堡     | 电影连续剧 |
| 1980年    | Москва слезам не верит     | 《莫斯科不相信眼泪》 | 沃诺迪亚          | 电影       |
| 1981年    | Обломов                    | 《奥勃洛莫夫》       | 伊利亚·奥勃洛莫夫 | 电影       |

## 荣誉
苏联

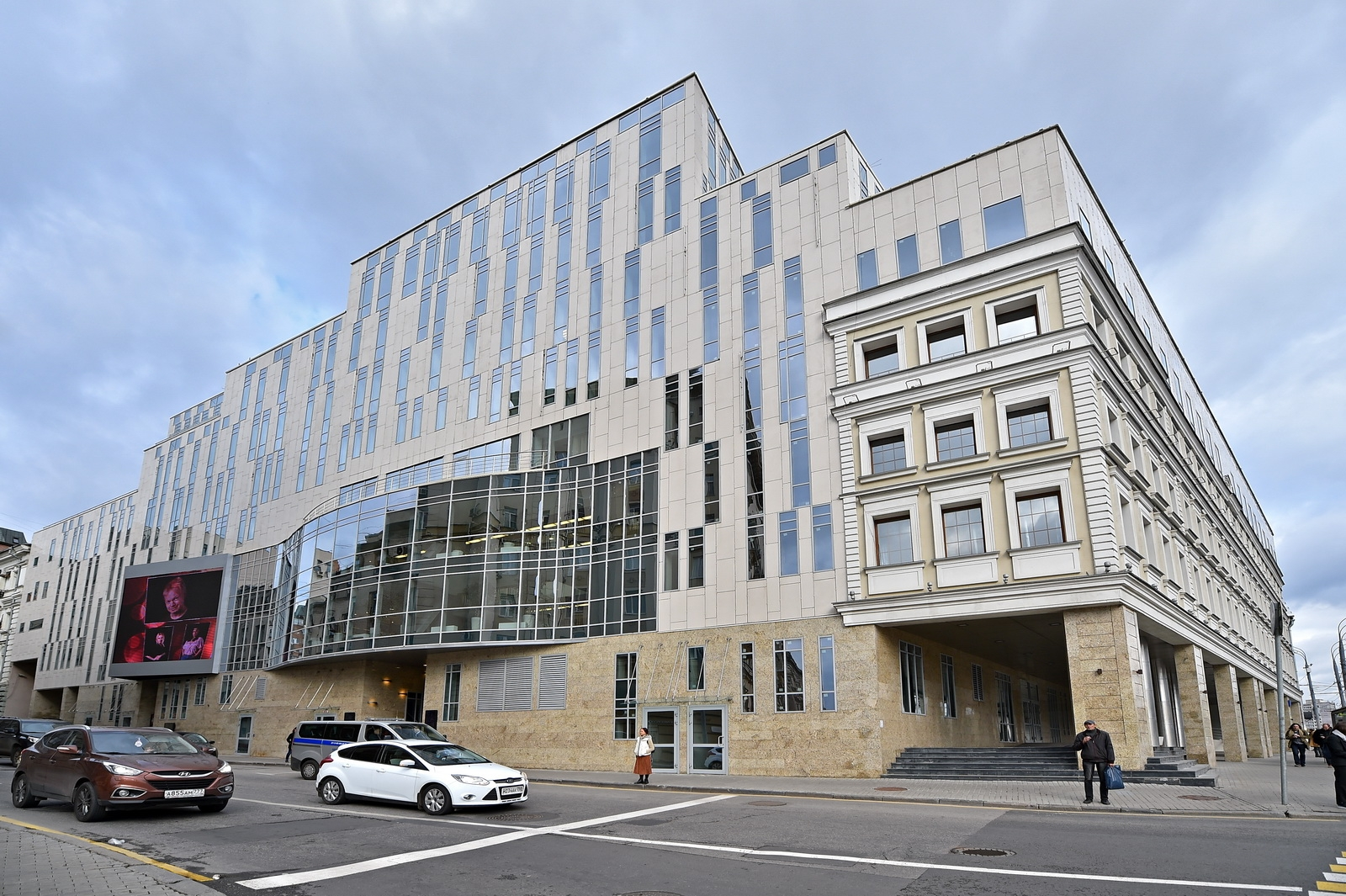
奥列格·塔巴科夫剧院

- 俄罗斯苏维埃联邦社会主义共和国功勋艺术家（1969年12月25日）
- 俄罗斯苏维埃联邦社会主义共和国人民艺术家（1977年1月7日）
- 苏联人民艺术家（1988年1月12日）
- 各民族人民友谊勋章（1993年11月10日）
- 劳动红旗勋章（1982年6月28日）
- 荣誉勋章（1967年10月27日）
- 苏联国家奖（1967年）

俄罗斯联邦
- 一级祖国功勋勋章（2010年8月17日）
- 二级祖国功勋勋章（2005年8月17日）
- 三级祖国功勋勋章（1998年10月23日）
- 四级祖国功勋勋章（2015年6月29日）
- 俄罗斯联邦国家奖（1997年）

其他
- 军官级法国荣誉军团勋章（2013年）